# Plagodis phlogosaria
Plagodis phlogosaria là một loài bướm đêm thuộc họ Geometridae. Loài này có ở khắp Bắc Mỹ ngoại trừ far phía nam và Yukon và Alaska.
Sải cánh dài 28–38 mm. Con trưởng thành bay từ tháng 4 đến tháng 8 tùy theo địa điểm.
Ấu trùng ăn cây đoạn cây tổng quán sủi,, bạch dương, anh đào đen, choke anh đào, cây hạt dẻ và liễu.

## Phụ loài
Các phụ loài sau được công nhận:
- Plagodis phlogosaria iris
- Plagodis phlogosaria bowmanaria
- Plagodis phlogosaria approximaria
- Plagodis phlogosaria keutzingaria
- Plagodis phlogosaria purpuraria Pearsall
- Plagodis phlogosaria illinoiaria